# Sierra de Albarracín
La Sierra de Albarracín (in aragonese: Sarra d'Albarrazín) è una delle 33 comarche dell'Aragona, con una popolazione di 4 961 abitanti; suo capoluogo è Albarracín.
Amministrativamente fa parte della provincia di Teruel, che comprende 10 comarche.